# Plaza de la Constitución (Santiago de Chile)
La plaza de la Constitución es una explanada que ocupa la manzana formada por las calles Agustinas al norte, Morandé al este, Moneda al sur y Teatinos al oeste en la comuna de Santiago Centro; a sus costados, se ubican varios de los ministerios de Chile y el Palacio de La Moneda, la sede del gobierno de turno, a la que realza proporcionándole una vista de su frontis. Su nombre es un homenaje a las diez constituciones chilenas.
La ornan dos fuentes de agua en la parte sur (plaza dura), dos columnas-obeliscos, una piedra conmemorativa del solar donde vivió la familia Carrera y cinco estatuas: Diego Portales, Jorge Alessandri, Eduardo Frei Montalva, Salvador Allende y Pedro Aguirre Cerda. Posee un mástil con la bandera de Chile frente a La Moneda que representan a las regiones del país. Las estaciones de metro más cercanas son La Moneda y Universidad de Chile, ambas en la línea 1.

## Historia

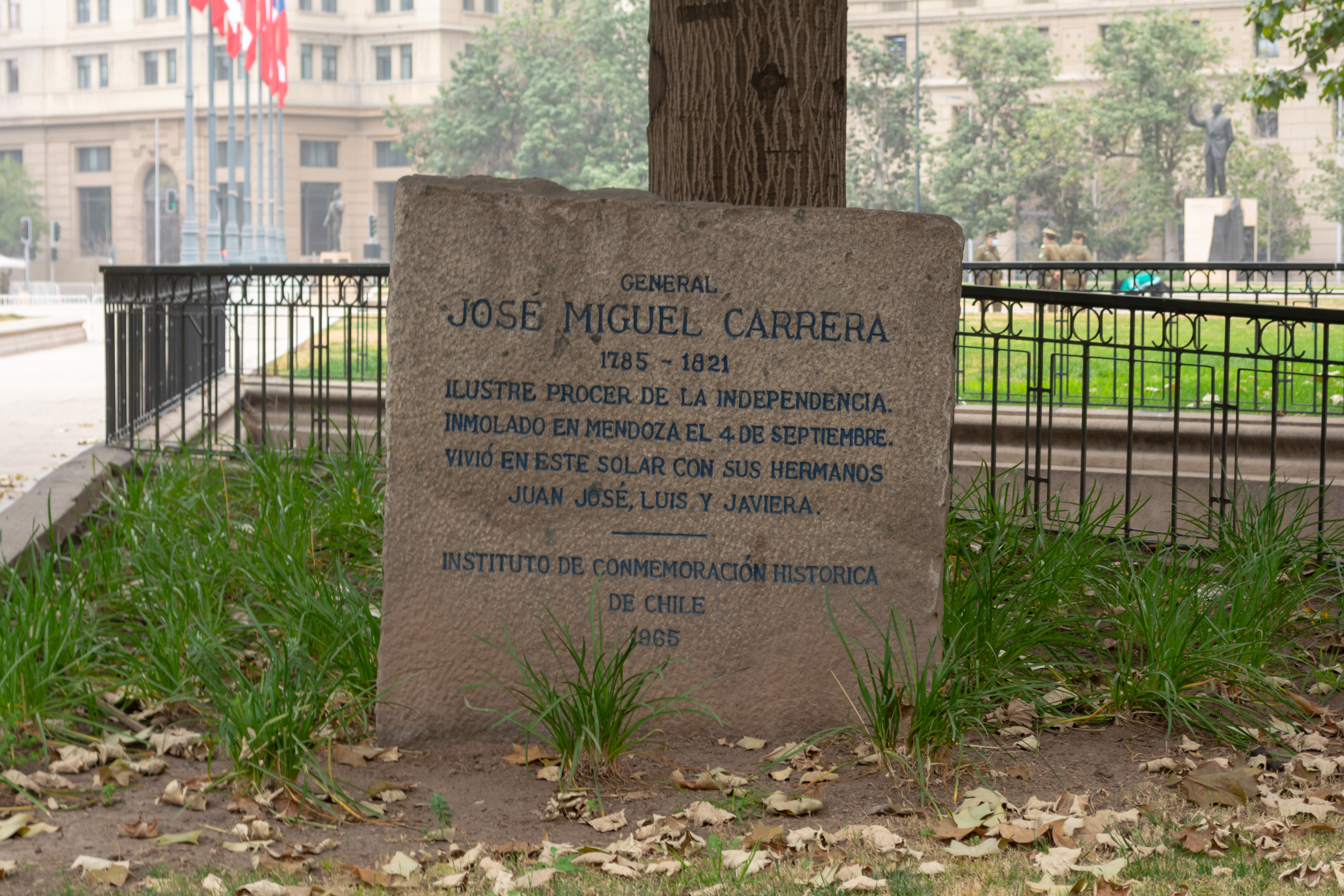
Piedra conmemorativa del solar donde vivían los Carrera.

En tiempos de La Colonia lo que hoy es la plaza de la Constitución estaba ocupado por casas de distintos vecinos de la ciudad, algunos ilustres como los Carrera (una piedra conmemorativa indica el solar donde vivieron; esquina nororiente, calle Morandé con Agustinas). 

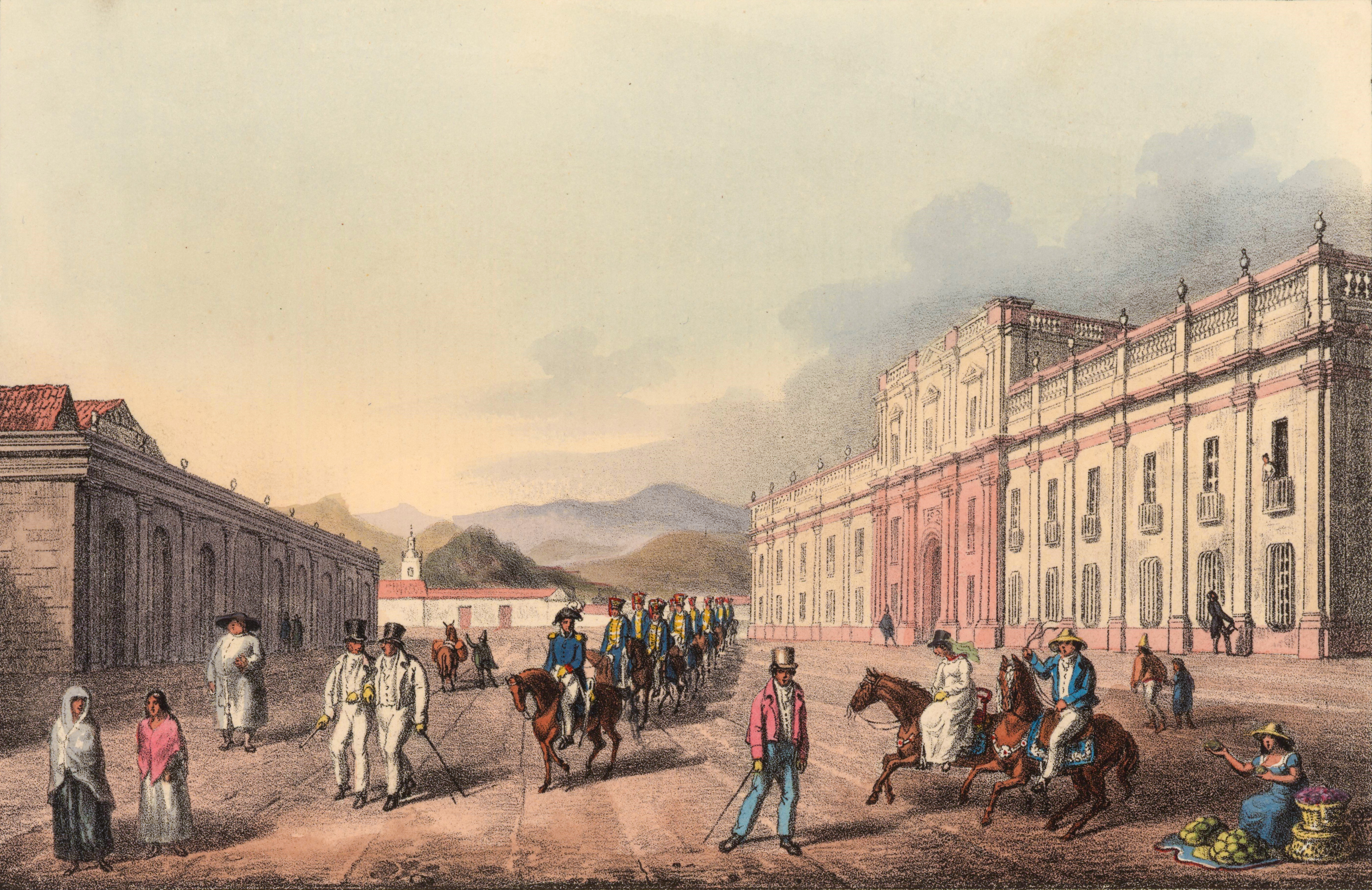
Cuando aun no existía la plazuela; dibujo de Paroissien, litografía de Scharf, 1824.

La Casa de Moneda –que posteriormente se convertiría en el palacio presidencial- terminó de construirse en 1805. El arquitecto que la diseñó, Joaquín Toesca, murió antes de ver terminada la obra, que fue continuada sucesivamente por varios constructores; el último, Juan José de Goycolea, es a quien  aparentemente se deben las primeras mejoras al entorno del palacio. Es así como desde la inauguración del edificio y hasta 1934 La Moneda estuvo antecedida hacia el norte por una plazuela de aproximadamente 35 m de ancho, donde La Moneda se podía ver solamente en escorzo.
Esta plazoleta, ubicada entre el palacio y el Ministerio de Guerra, estaba adornada con la estatua de Diego Portales y dos pilas de agua, una a cada lado del monumento que es obra del francés Jean-Joseph Perraud. En cuanto a las fontanas, estas han sido varias; en el último tercio del siglo XIX se instalaron las fundidas por J. J. Ducel et Fils, que se basaban en la escultura de mármol de Las tres Gracias, pero dispuestas como en la triplicidad de la diosa Hécate; se inspiraban en la obra homónima del renancentista Germain Pilon hecha para contener en un recipiente del corazón del rey Enrique II de Francia y cuyo original se encuentra en el Museo del Louvre en París. Las fuentes fueron retiradas durante la remodelación de los años 1930.

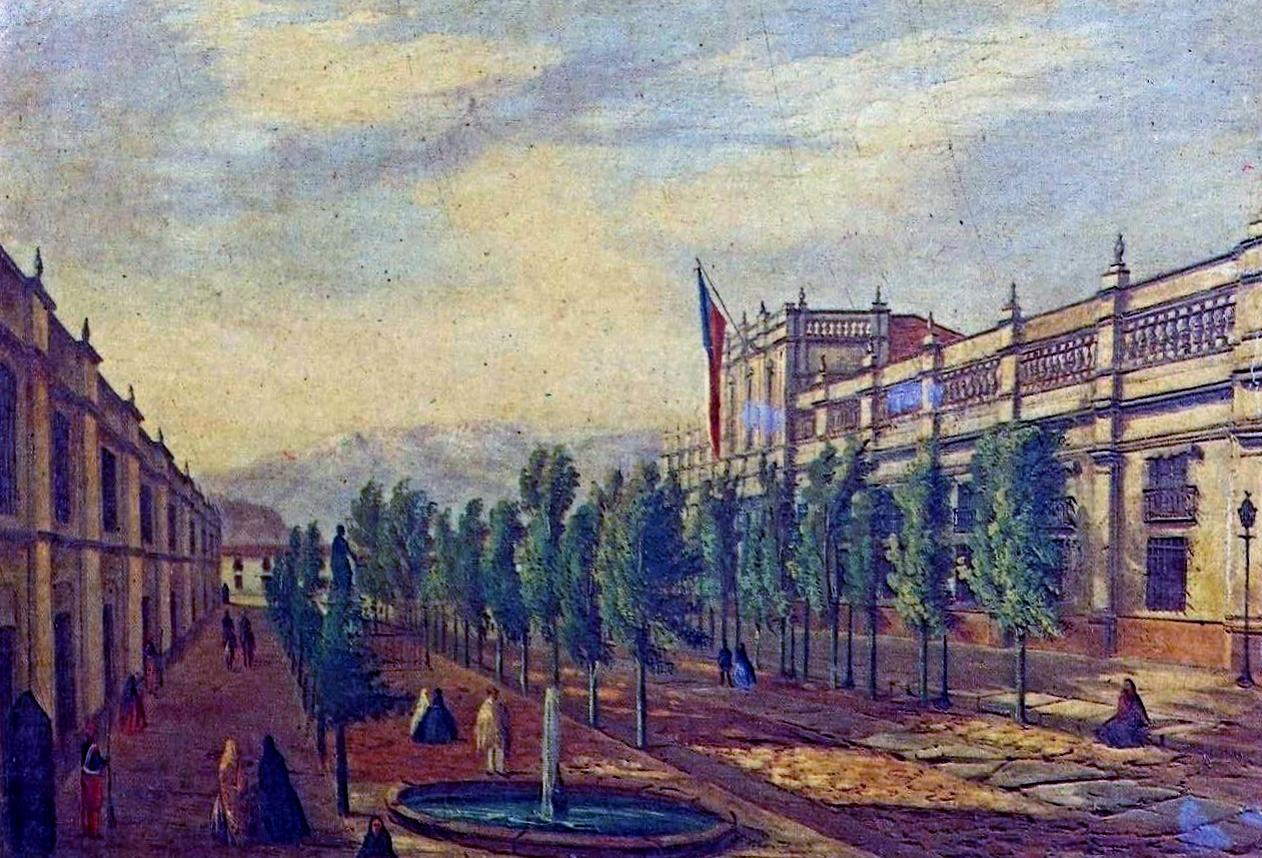
Plazuela con estatua de Portales y fontanas; óleo de Charton, c.1860, MNBA.

En la segunda mitad del siglo XIX fue arreglada también a todo su largo con tres hileras paralelas de plátanos orientales, los primeros que se plantaron en Santiago.
En los años 1930, se despejó la manzana correspondiente a la actual plaza siguiendo los consejos del urbanista austriaco Karl Brunner. Para ello, demolieron una serie de edificios, el más importante de los cuales era el Ministerio de Guerra y Marina, que se alzaba enfrente de La Moneda. 
Junto con realzar la presencia urbana del palacio, la nueva plaza fue concebida como parte de un barrio Cívico destinado a albergar distintos ministerios y edificios públicos que prontamente comenzaron a levantarse. El concurso para diseñarla, convocado en 1934, lo ganó el arquitecto Eugenio Freitag, cuyo proyecto fue la base de la plaza, pero sin que se realizaran una serie de elementos de este.

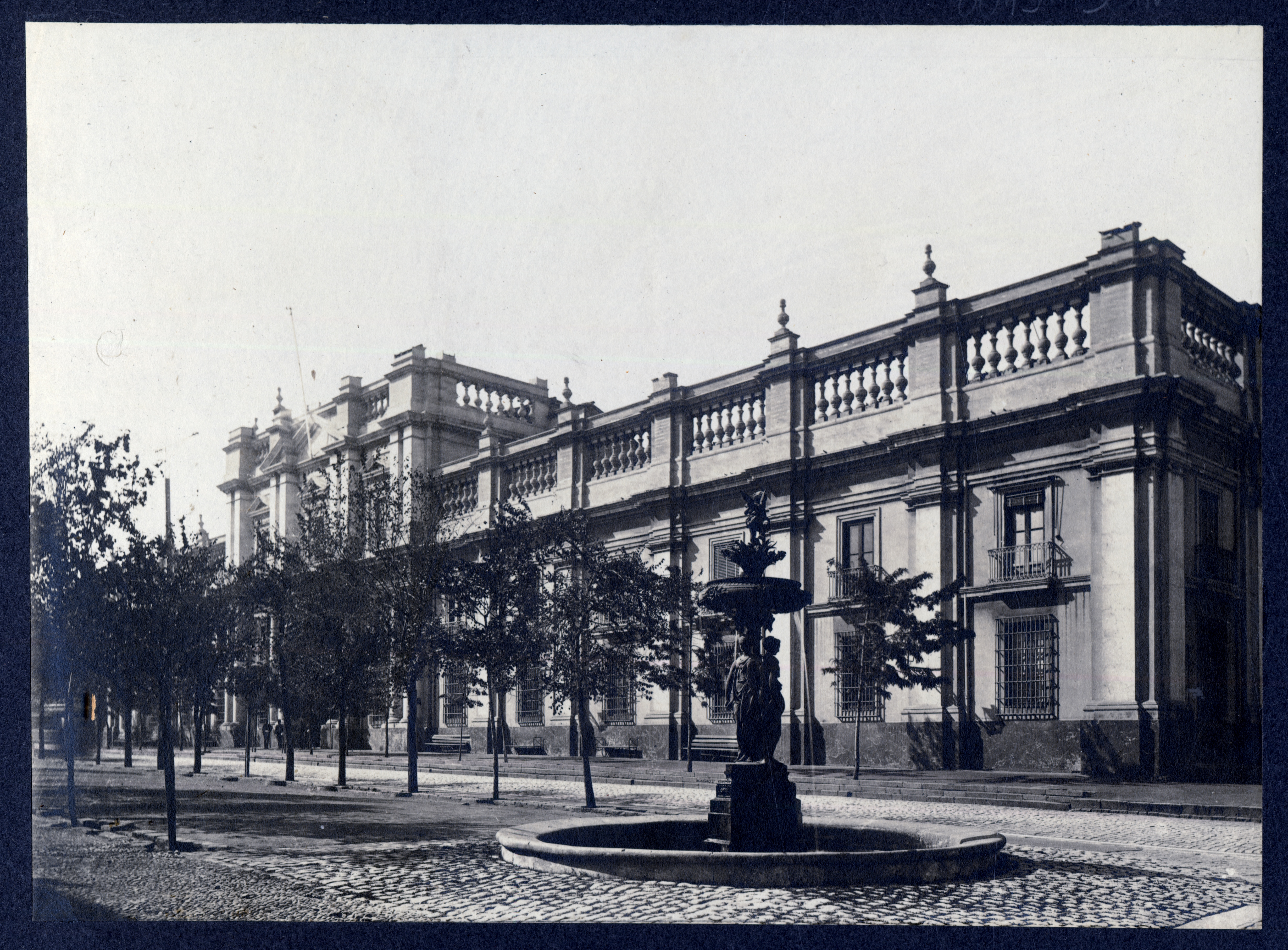
En primer plano, fuente Las tres Gracias, 1906.

En ese año, la plazoleta que se eliminó tenía una fila de tres parterres con la estatua de Portales al centro; a los costados las pilas de agua y, sobre una superficie de pasto, palmeras. 
Entre los edificios que rodeaban La Moneda había algunos de importancia, como la sede de El Diario Ilustrado (1913), ocupada hoy por la Intendencia de Santiago, y el Ministerio de Fomento, convertido después en el de Obras Públicas y que fue demolido en los años 1940.
El entorno de La Moneda había sufrido cambios en los años 1920 con la aparición de edificios de más de 12 pisos, los llamados entonces rascacielos. En el lado norte surge el edificio del diario La Nación (de Roberto Barceló Lira, 1928-1930) y en el poniente el del Ministerio de Hacienda (1929), de los arquitectos Josué Smith Solar y su hijo Smith Miller, los mismos a los que se encargaría en 1930 un primer proyecto de Centro Cívico en La Moneda. Este proponía como elemento más importante una nueva fachada en el sur de La Moneda con una explanada enfrente (la actual plaza de la Ciudadanía), y también incluía una intervención en el lado norte, concretamente la creación de una plaza que ocuparía toda la manzana donde se encontraba el Ministerio de Guerra.

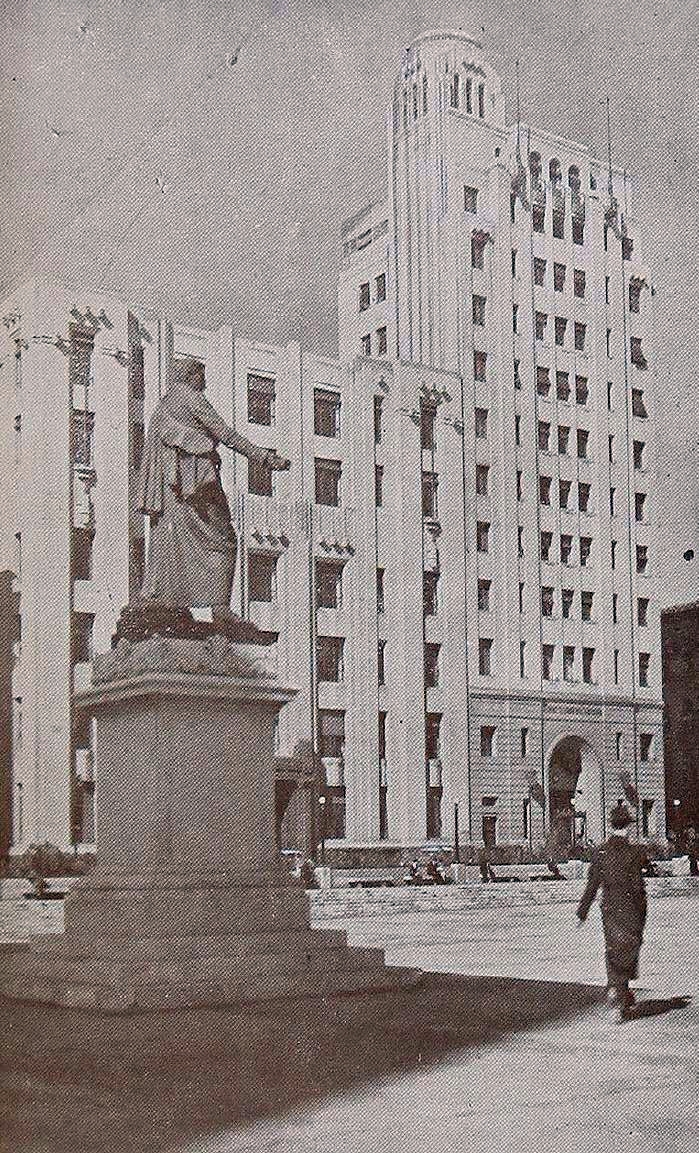
El edificio del Seguro Obrero; en primer plano, Portales, 1938.

Los rascacielos frente a las calles Agustinas y Teatinos, el alzamiento de los citados La Nación y el Ministerio de Hacienda (Smith Solar & Smith Miller), a los que se sumó en 1931 el edificio del Seguro Obrero (arquitecto Ricardo González Cortés; actual Ministerio de Justicia), hacían perder supremacía al palacio de La Moneda, de solo tres pisos de altura. La proyección del Hotel Carrera (Smith Solar & Smith Miller) junto a Hacienda contribuyó a que se optara definitivamente por crear una plaza que ocupara toda la manzana.

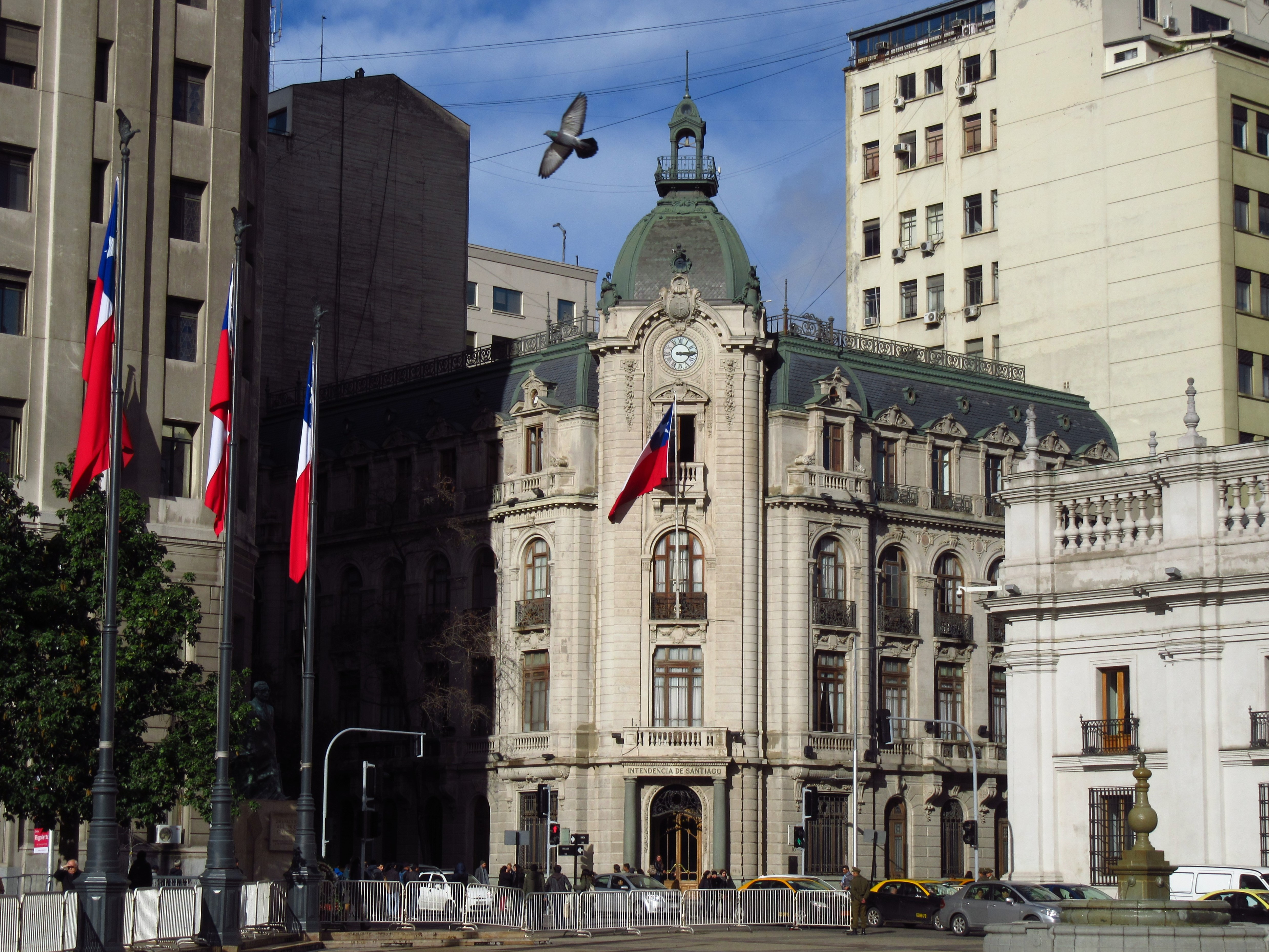
La Intendencia de Santiago, ubicada en una de las esquinas de la plaza.

Las bases del concurso al que se convocó fueron elaboradas por el urbanista Brunner y determinaban los elementos fundamentales que debía tener la plaza y que ganó el mencionado Freitag. La plaza construida en 1935 ha sido llamada de La Moneda, Portales y, finalmente, de la Constitución. No todos los elementos del proyecto original se concretaron y aparecieron otros nuevos; por ejemplo, en lugar de una columnata se plantó un borde árboles y se construyó un subsuelo para estacionar autos, componente este que no estaba contemplado. 
Pocos años después, los autos invadieron también la superficie de la plaza, que era desocupada de los vehículos esporádicamente para realizar concentraciones políticas y otros actos especiales.
El protagonismo de los automóviles llegó a su fin solo después del golpe militar del 11 de septiembre de 1973 y el bombardeo del palacio de La Moneda por los militares sublevados que, encabezados por el general Augusto Pinochet derrocaron al gobierno socialista del presidente Salvador Allende. 
En el marco de la restauración del palacio presidencial se llamó a concurso público con el fin de crear una entrada digna a la sede de gobierno. Como resultado, se diseñó la plaza con árboles, césped y monumentos; al mismo tiempo, se construyeron estacionamientos subterráneos. 
Los responsables del proyecto fueron los arquitectos Cristián Undurraga y Ana Luisa Devés, que en los primeros años de la década de 1980 crearon un modelo donde se mezcla la plaza dura y la verde. De los tiempos antiguos, queda la estatua de Portales, ubicada ahora en la parte norte de la plaza; las dos piletas de agua de las Tres Gracias estuvieron hasta los años 1930 y durante la remodelación Undurraga y Devés (1970-1983) fueron puestas las actuales, de roca tallada.

## Emplazamiento y características

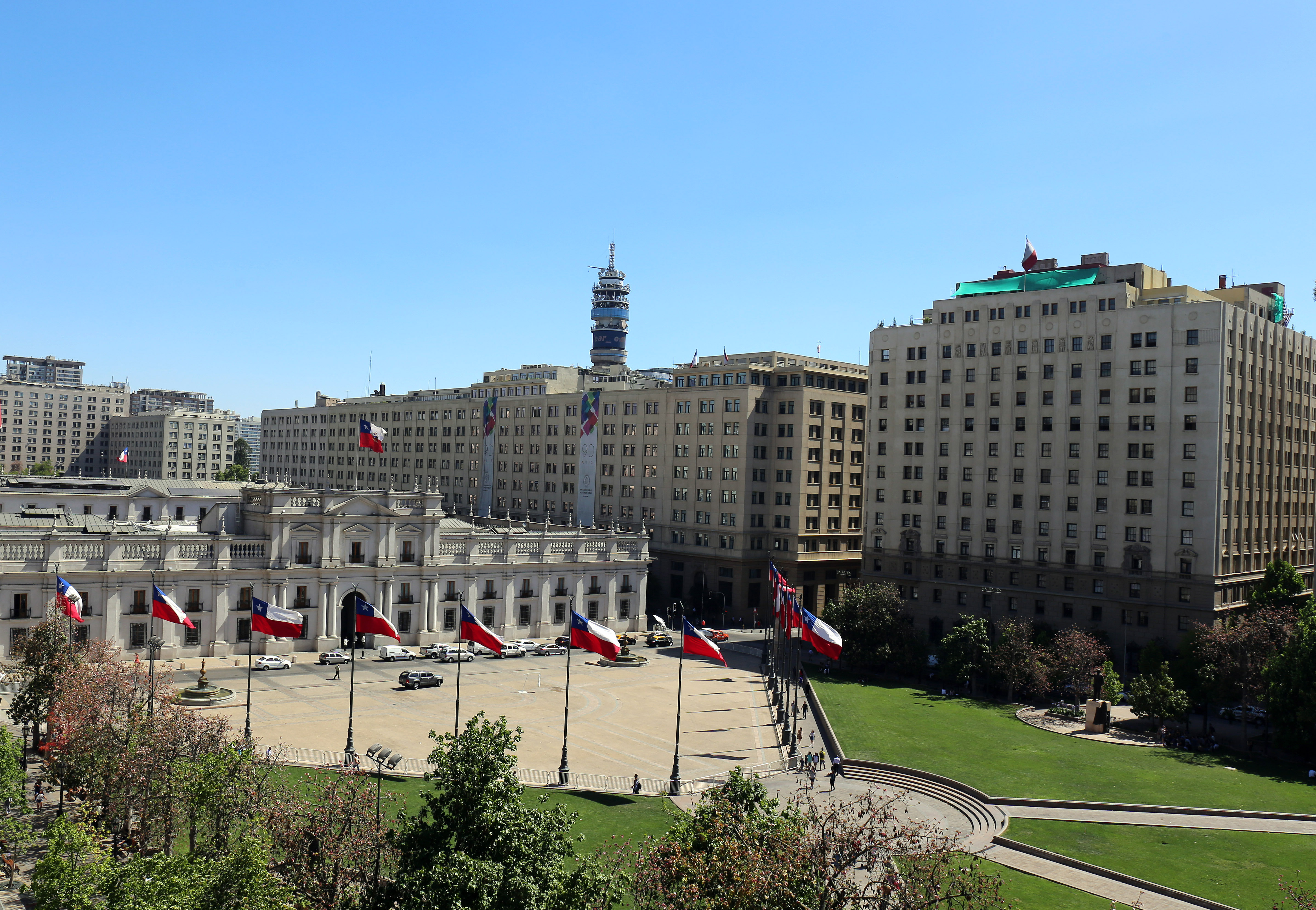
La plaza y sus senderos.

Posee senderos peatonales en forma de una equis (X) peatonal, además de otro de norte a sur que llega hasta el centro de la plaza, donde confluyen los caminos. El triángulo que, mirando hacia el norte, se forma frente a La Moneda, constituye la plaza dura; las otras superficies formadas por los senderos están cubiertas de césped.
En la parte norte, de espaldas al antiguo edificio del diario La Nación, se alza ahora la estatua de Diego Portales, obra del escultor francés Jean-Joseph Perraud que antes se encontraba en la parte sur, en la plazoleta que separaba La Moneda del demolido Ministerio de Guerra. 
Además de este monumento al hombre fuerte del gobierno de Joaquín Prieto, inaugurado en 1860, hay cuatro dedicados a presidentes de Chile. A mitad de la plaza, en el lado oriental, se yergue la estatua de Jorge Alessandri, obra de Francisca Cerda instalada en 1995. Frente a este, en el lado poniente, el monumento a Eduardo Frei Montalva, obra de Arturo Hevia e instalada en 1996, con bajorrelieves en las caras norte y sur del pedestal. Este escultor es también el autor del monumento a Salvador Allende, en el mismo lado que la de Alessandri, casi frente al Ministerio de Justicia. Esta obra, de tres metros de alto sobre un pedestal de otros 3 metros, e inaugurada el 26 de junio de 2000 por el entonces presidente Ricardo Lagos, provocó polémica, no solo por el personaje sino también por quien la realizó —una persona identificada con la derecha— y por cómo fue plasmado. Así, Hermes H. Benítez, por ejemplo, se lamentó desde Canadá que la obra «expresa lo que podría denominarse como la visión concertacionista de la figura de Allende, en la que este es representado como un ser pasivo, inerme (así lo delatan sus brazos caídos), como una simple víctima de circunstancias que parecieran escapar enteramente a su control». En julio de 2018, se inauguró la última estatua en el costado poniente, frente al Ministerio de Hacienda, dedicada al presidente radical Pedro Aguirre Cerda. El monumento generó críticas debido al uso de la tipografía Comic Sans en las placas que la adornan.

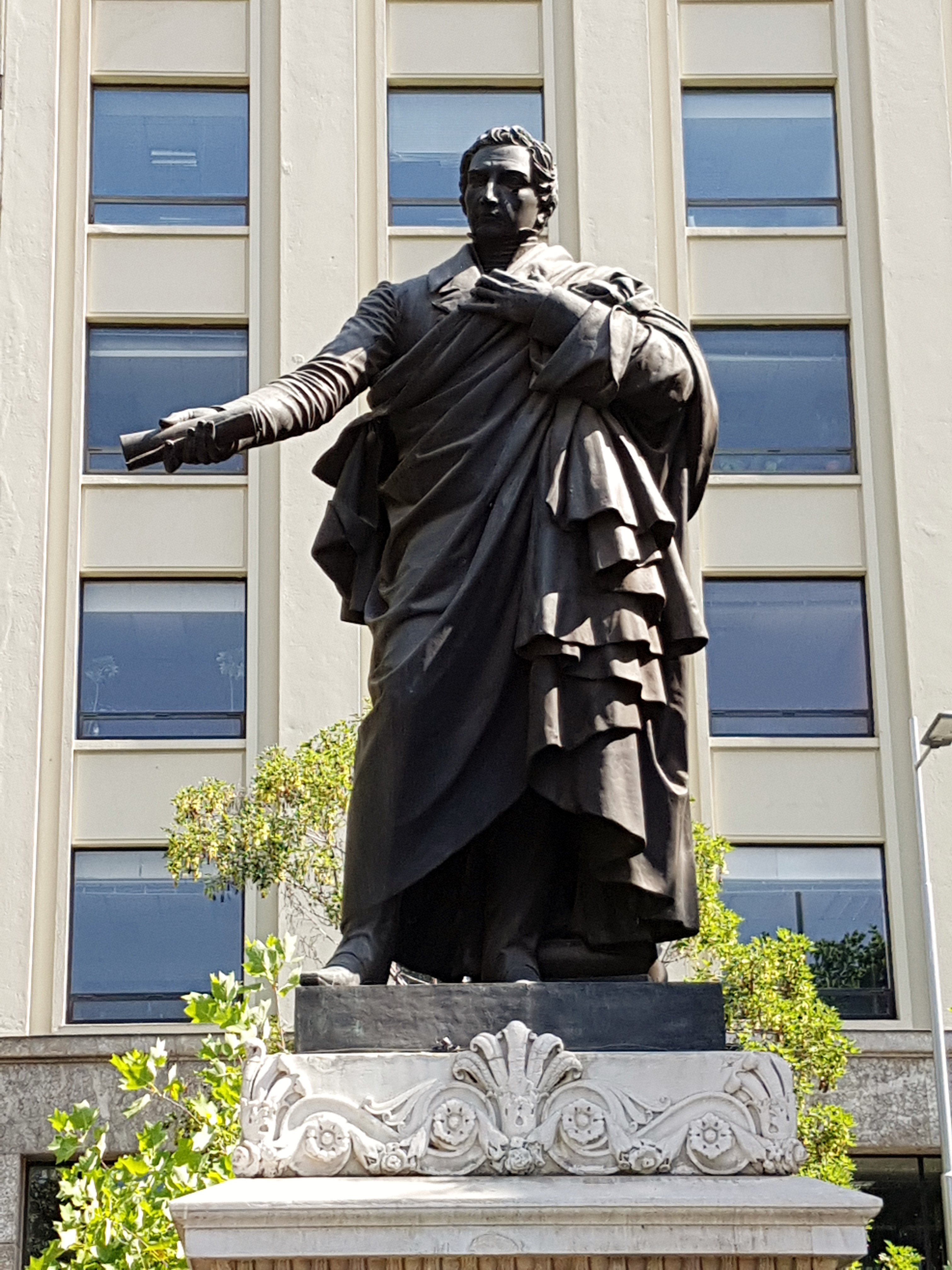
Portales por Perraud
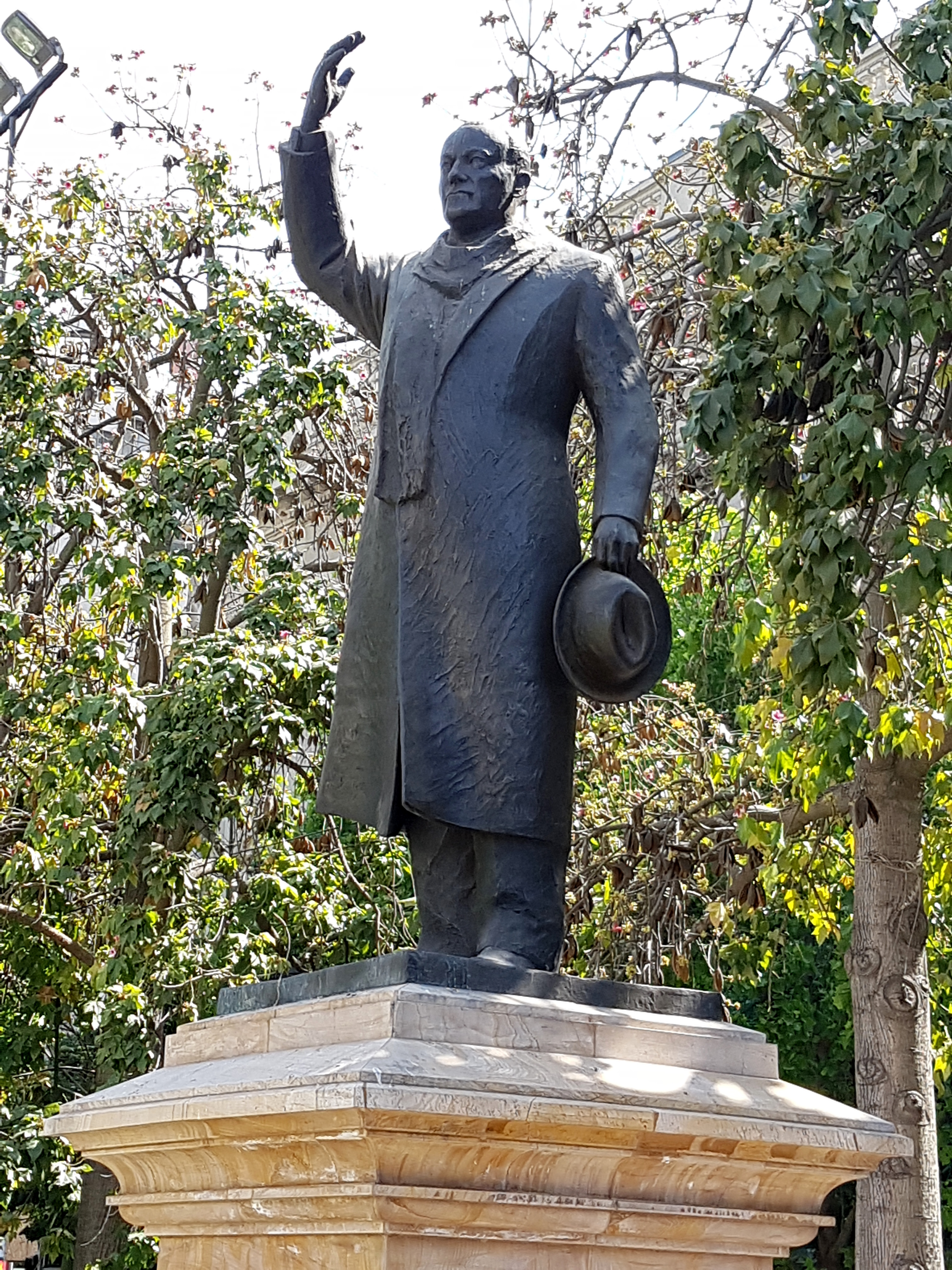
Jorge Alessandri por Francisca Cerda
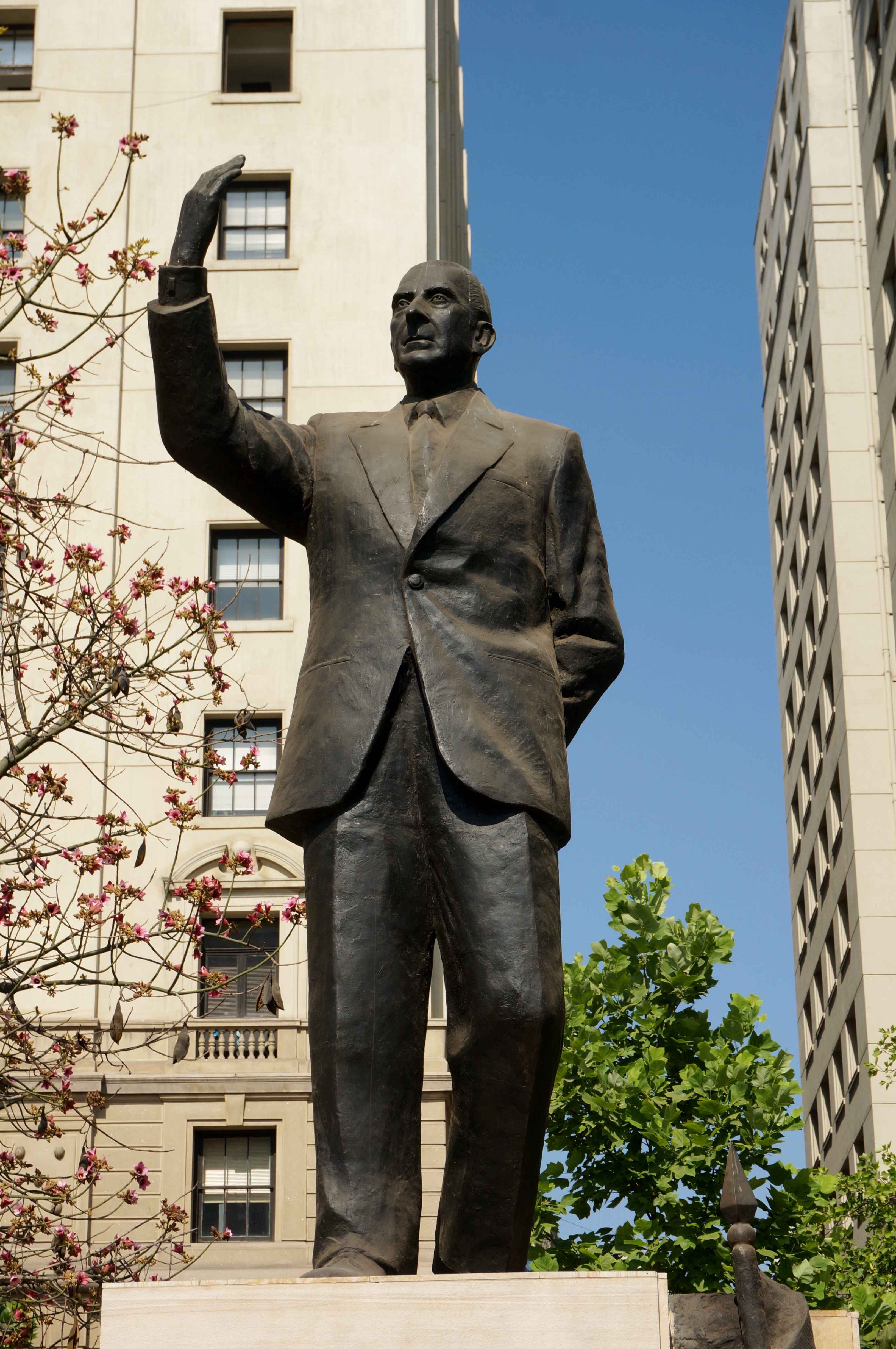
Eduardo Frei Montalva por Hevia
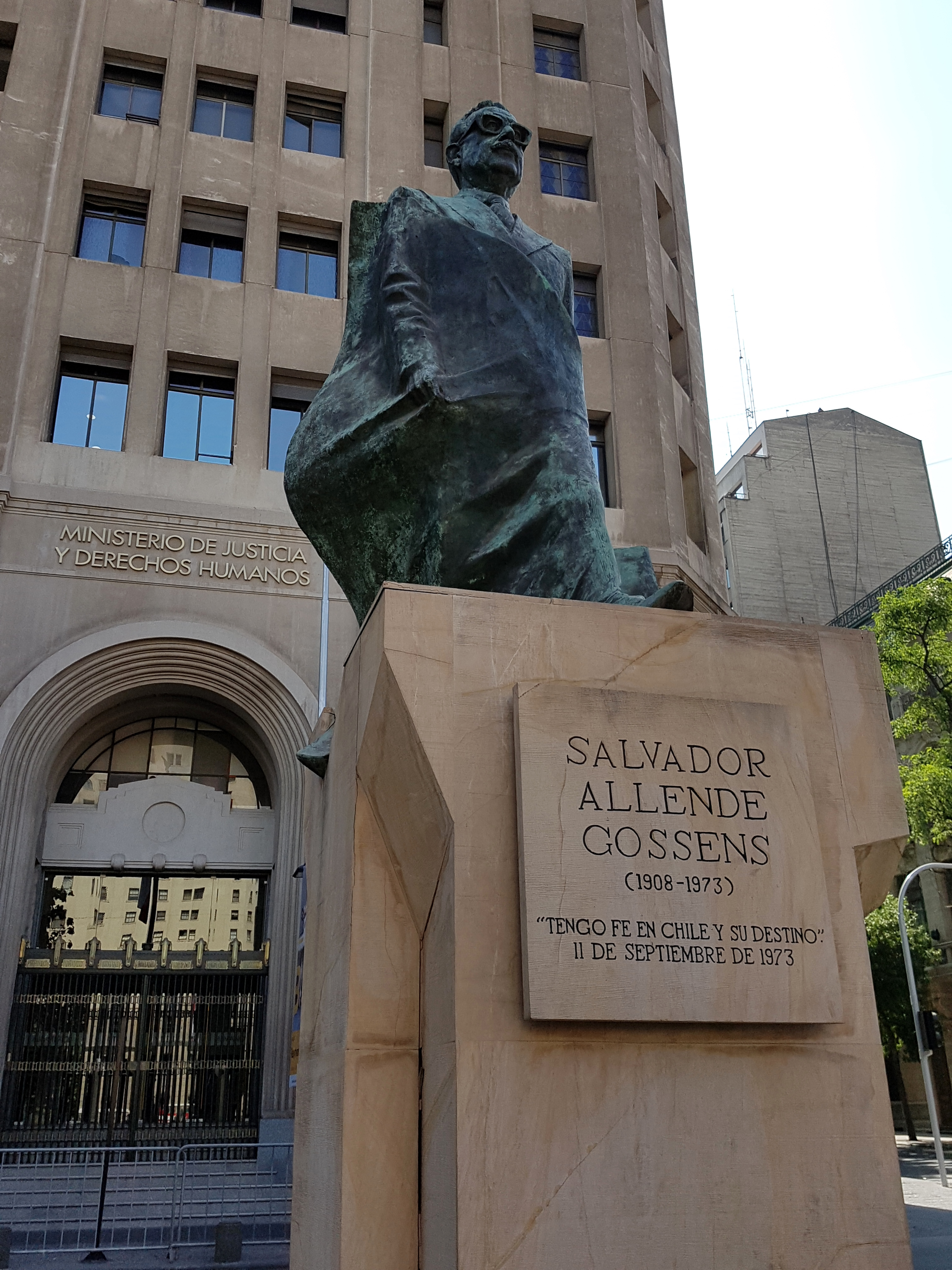
Salvador Allende por Hevia
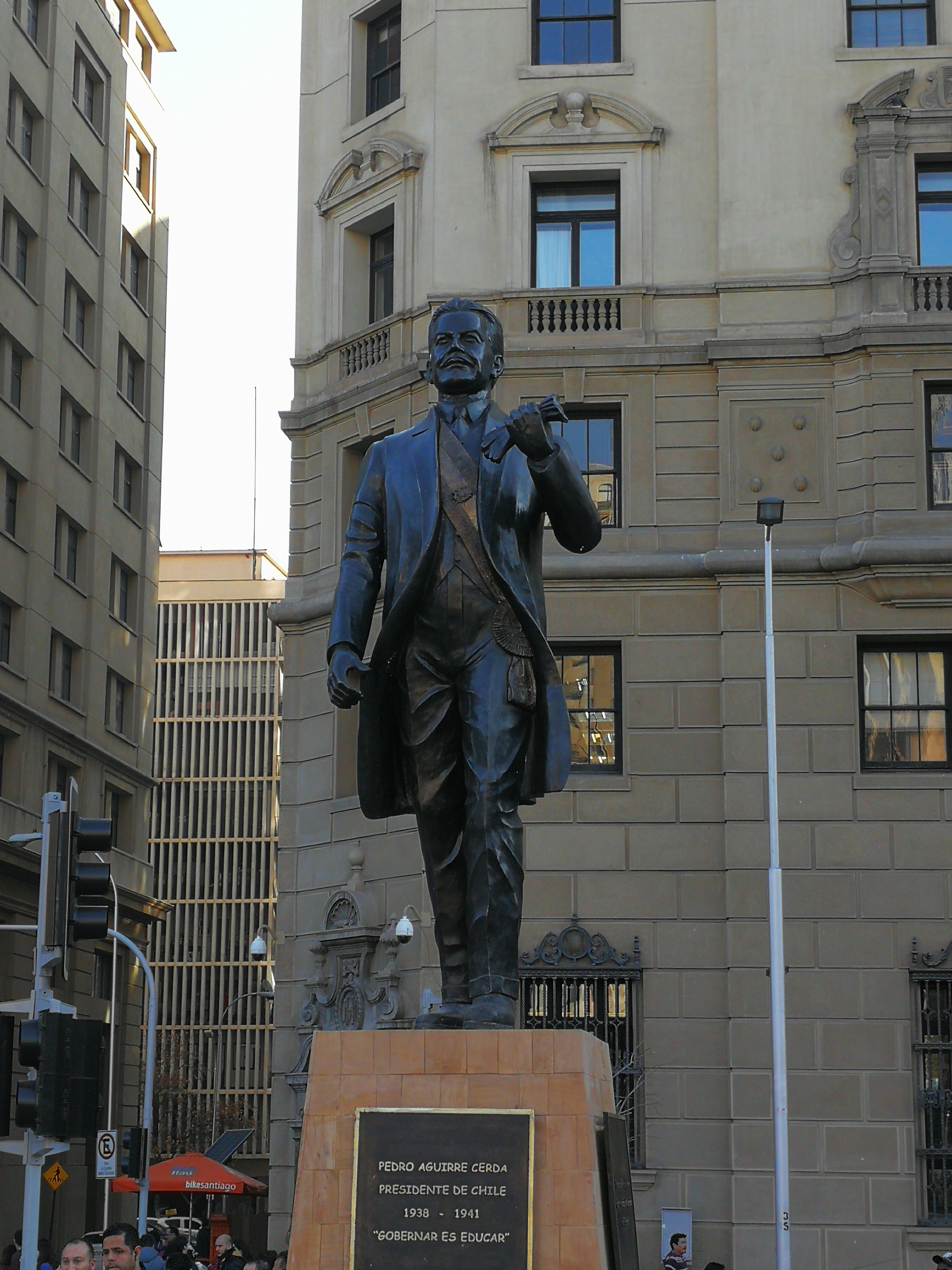
Pedro Aguirre Cerda

En la parte sur, se ubican dos piletas, casi en el mismo lugar donde antes estaban las pilas de agua desaparecidas en los años 1930; las nuevas son de roca tallada, más voluminosas y sin el estilo clásico de las anteriores; fueron colocadas en el marco de la reconstrucción realizada sobre los planos de Cristián Undurraga y Ana Luisa Devés a principios de los años 1980. 

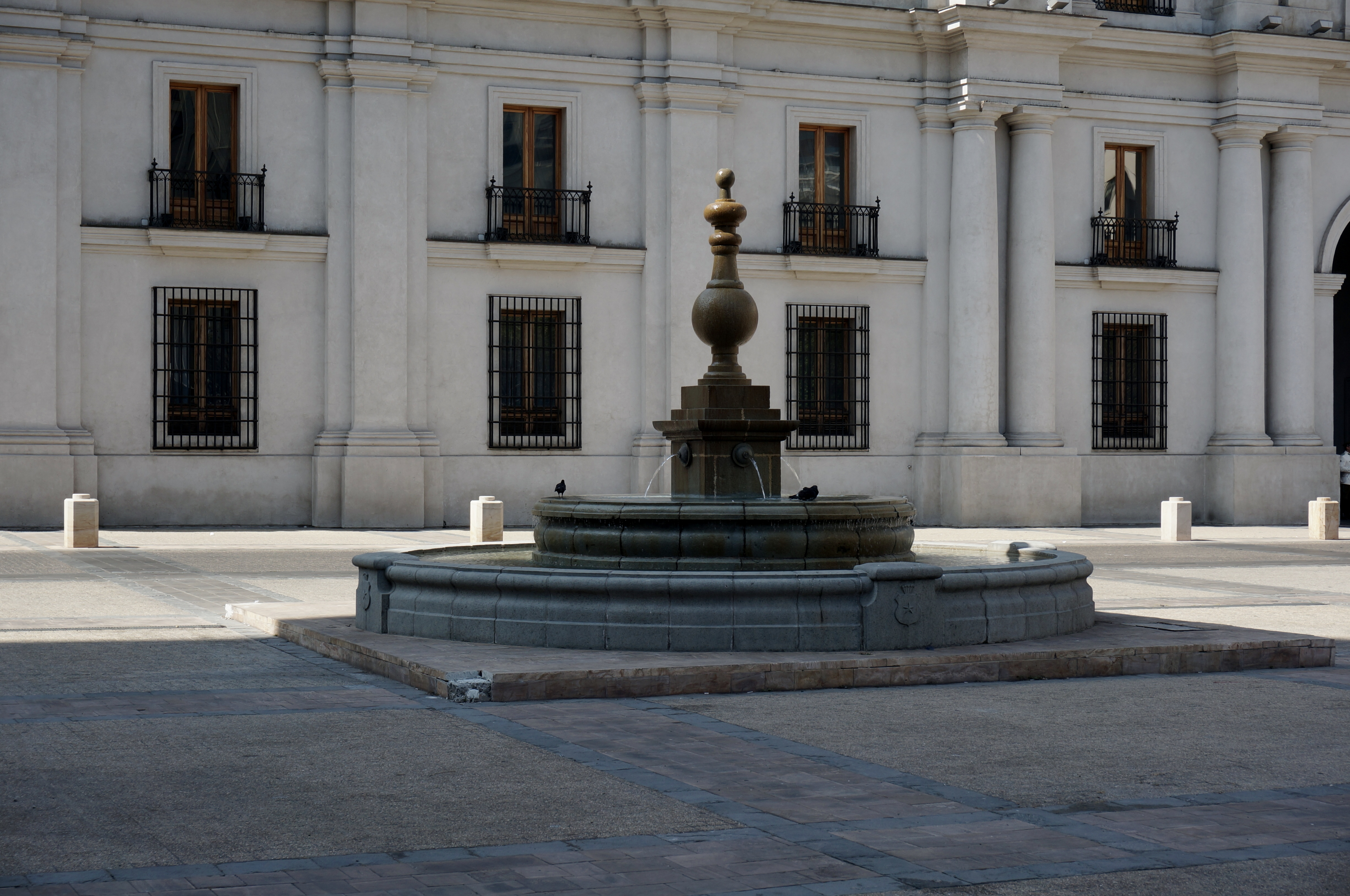
Una de las nuevas piletas.

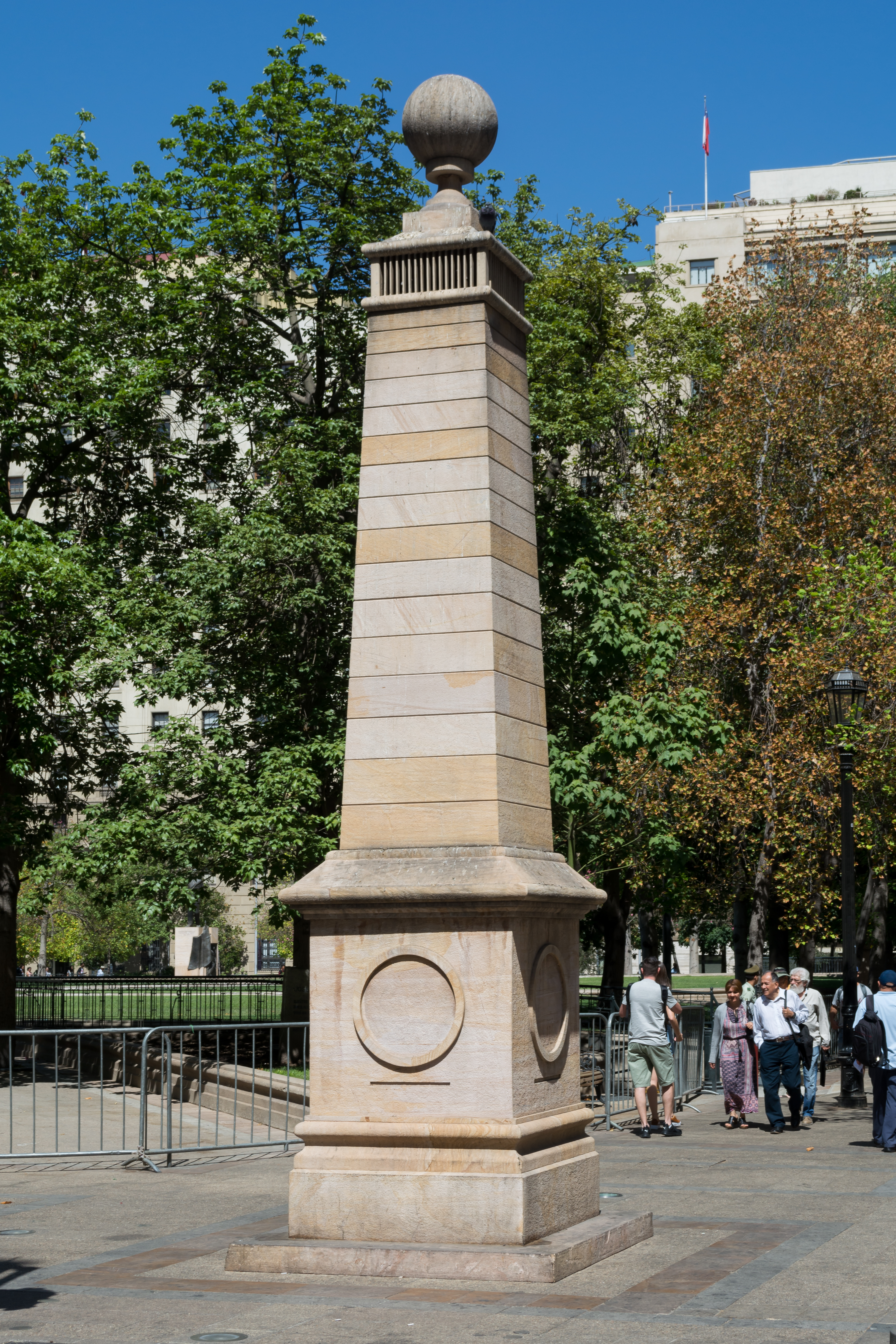
Obelisco en la esquina nororiente de la plaza.

Mientras se concretaba el proyecto de estos arquitectos, se pusieron cuatro ornamentos de demarcación en cada esquina de la cuadra consistentes en columnas-obeliscos o pirámides plancha de piedra. Al principio fueron conocidos como los cuatro faros o puertos y aluden a la imagen de la columna libertaria de la Independencia, que aparece desde el escudo patrio de José Miguel Carrera. Las columnas, de gran tamaño, tiene una base rectangular y están rematados en su extremo superior por una esfera. La de la esquina suroriente desapareció en 2000, para dar espacio a la estatua de Allende, por lo que quedaron solo tres.
El 3 de julio de 2018 fue inaugurada la estatua de Pedro Aguirre Cerda en la esquina de las calles Moneda y Teatinos, quedando solo 2 de estas columna-obeliscos en la actualidad.
En las calles que enmarcan la plaza hay importantes edificios; el principal es, al sur, el palacio de La Moneda, a cuya fachada la plaza garantiza una excelente vista. En Teatinos se alzan los ministerios de Hacienda (1929), de Josué Smith Solar y su hijo Smith Miller, y de Relaciones Exteriores, este último donde antes estaba el emblemático Hotel Carrera, de los mismos arquitectos. En Agustinas está el edificio donde antes tenía su sede el diario La Nación (de Roberto Barceló Lira, 1928-1930) y el del Banco Central de Chile (Alberto Cruz Montt, 1927). Este se encuentra en la esquina con Morandé, calle donde se halla el Ministerio de Justicia (Ricardo González Cortés (1931, ex Seguro Obrero) y, en la esquina con Moneda, la Intendencia de Santiago en el inmueble que ocupaba antes el El Diario Ilustrado (arquitecto Manuel Cifuentes).